# Palau de Vaux-le-Vicomte

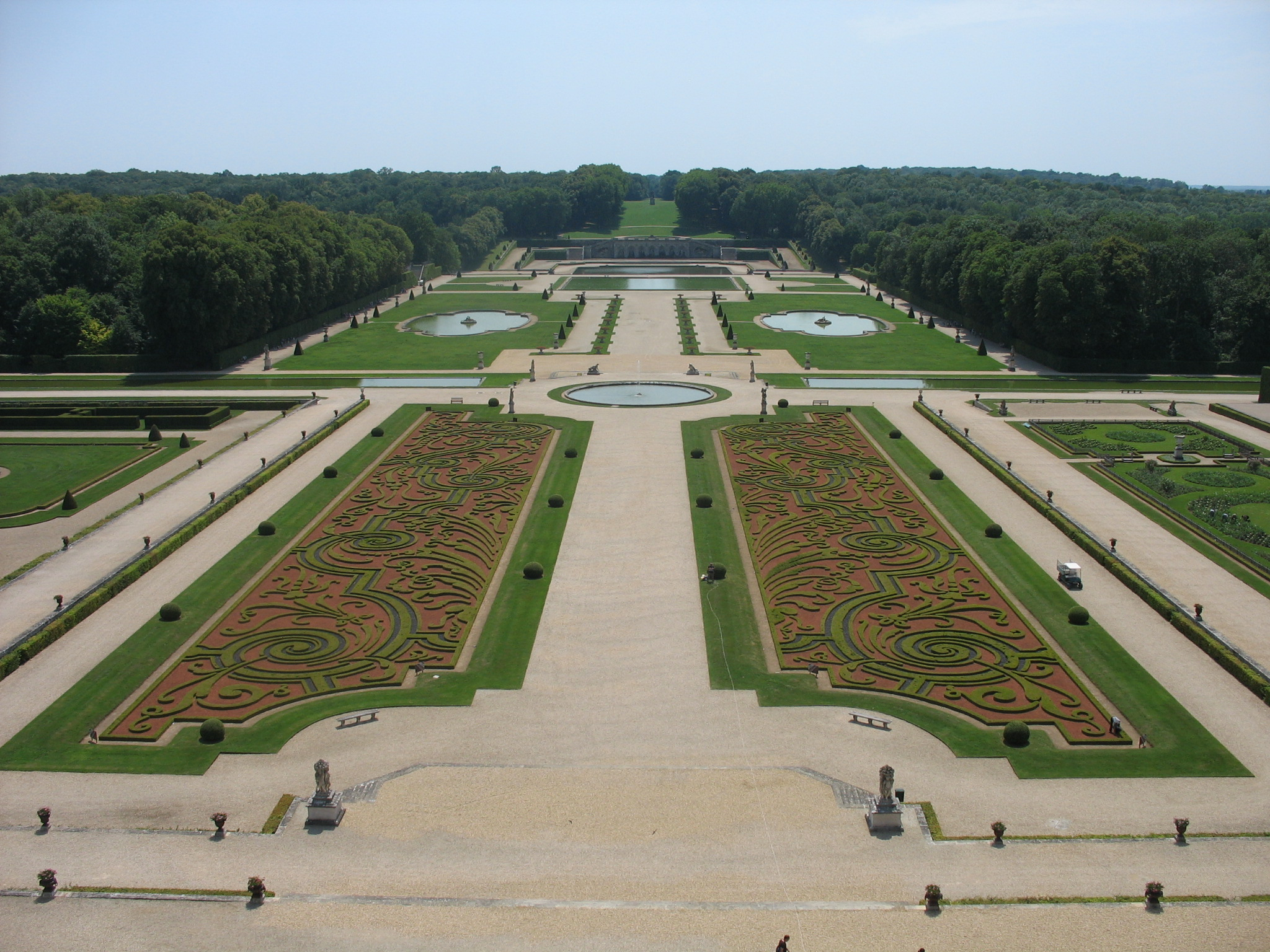
Els jardins, des de la cúpula del palau.

El palau de Vaux-le-Vicomte (en francès château de Vaux-le Vicomte), prop de la ciutat francesa de Maincy (departament de Sena i Marne), és un palau d'estil barroc, del segle xvii (1658 - 1661), construït per l'intendent de finances de Lluís XIV, Nicolas Fouquet, que va contractar els millors artistes de l'època per a construir-lo: l'arquitecte Louis Le Vau, el pintor Charles Le Brun i el paisatgista André Le Nôtre. L'èxit d'aquest palau va molestar de tal manera Lluís XIV que va provocar la caiguda de Nicolas Fouquet, i tot l'equip que havia participat en l'obra va ser contractat per a fer el palau de Versalles. El palau és, en l'actualitat, la major propietat privada de França classificada com a Monument historique i una obra mestra de l'art francès del segle xvii.

## Història
L'1 de febrer de 1641, Nicolás Fouquet, relator del Consell d'Estat, que acabava d'heretar del seu pare, va adquirir el senyoriu de Vaux i el seu palau. Poc després, va heretar de la seva primera esposa i, el 1651, es va casar de nou amb Marie-Madeleine de Castille, abans de ser nomenat, el 1655, intendent de finances. Posseïdor d'una fortuna considerable, Fouquet va confiar a l'arquitecte Luis Le Vau i al contractista Michel Villedo la construcció, al terme de Vaux (1656), d'un nou palau.
La construcció va progressar ràpidament. De 1653 el 1654, les primeres obres de la conducció de l'aigua al parc i el pati del palau ja s'havien conclòs. En l'any 1655, el petit canal, les fonts, alguns parterres i la gran terrassa van quedar instal·lats al parc. En l'any 1656, l'arquitecte Daniel Gittard va posar els fonaments del palau, que van concloure el 2 d'agost de 1656.
El palau es va construir amb pedra blanca de Creil, mentre que les seves dependències es van fer amb maons. El 1657 es van acabar les obres de paleta i fusteria. La teulada es va acabar el 1658 i es va començar a treballar en l'interior del palau.
Des de setembre de 1658, el pintor Charles Le Brun es va instal·lar al palau. Es van rebre les visites del cardenal Mazzarino, el 25 de juny de 1659, i de Lluís XIV, de la reina mare i de Monsieur, el 14 de juliol d'aquell any. El 10 de juliol de 1660, Lluís XIV i Maria Teresa s'hi van allotjar. El 12 de juliol de 1661, Fouquet, va donar una festa en honor de la reina d'Anglaterra i, el 17 d'agost, se'n va celebrar una altra en honor de Lluís XIV. Aquesta festa, concretament, va tenir un gran esplendor, amb espectacles en els que es van utilitzar les últimes tècniques del moment, representacions teatrals (Les precioses ridícules, de Molière), focs artificials, etc. El programa de festes va ser tan cridaner que va provocar l'enveja de Lluís XIV, atiada per les insinuacions de Jean-Baptiste Colbert en el sentit que tant fast havia de provenir de la malversació de fons públics. El rei va destituir Fouquet del seu càrrec i, el 5 de setembre, després de la festa, va ordenar-ne l'arrest.
Després de l'arrest de Fouquet, el palau va ser precintat. El mobiliari es va vendre, i una gran part va ser adquirida per Lluís XIV. Els tapissos que havien instal·lat Maincy i Le Vau es van portar a Gobelins. Els artistes que havien treballat al palau van ser contractats per treballar a Versalles. Però l'edifici no va ser enderrocat.
El 1673, els hereus de Fouquet (mort a la presó) van prendre possessió del senyoriu de Vaux i, més tard, el 1705, el van cedir al mariscal de Villars, que va ser el propietari del palau durant seixanta anys. A la seva mort, els fills el van vendre.
El palau va passar a ser propietat de la família del duc de Praslin, del 1764 al 1875, sense que s'hi fessin reformes. Durant la Revolució francesa, la duquessa de Praslin va poder salvar el palau posant-lo sota la protecció de la Comuna de les arts. El 1842, Luis Visconti i François Hippolyte Destailleur van iniciar-ne la restauració.
El 1875, Alfred Sommier, un industrial sucrer, va comprar el palau i el va fer restaurar per Gabriel-Hippolyte Destailleur. Els jardins van ser reformats pels paisatgistes Lainé i Achille Duchene. El 1908, després de la mort d'Alfred Sommier, el palau i el jardí van tornar al seu estat original. El propietari actual, el comte Patrice de Vogue, és el net d'Alfred Sommier.
El palau i els jardins a la francesa van ser declarats monuments històrics el 1939. El 1944 també hi van ser declarats els mobles i nombrosos objectes. Finalment, el 1965, tot el conjunt, de 450 hectàrees, va quedar classificat com a monument històric.
El 1968 el palau i el parc van ser oberts al públic.

## El Saló oval

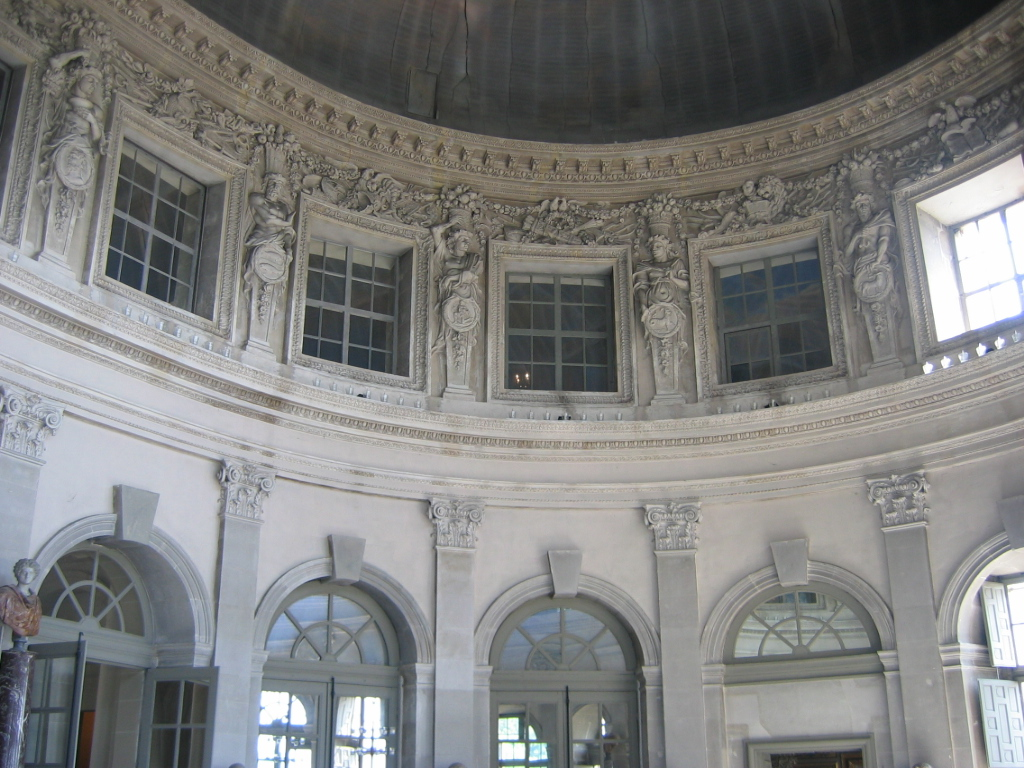
El Saló oval.

El Saló oval del palau de Vaux-le-Vicomte és una peça única en la història de l'arquitectura francesa. Mesura 19 m de llarg i 18 d'ample. En aquest saló es fan les recepcions i se celebren les festes de Vaux.
El plafó, pintat per Charles Le Brun, havia de decorar el palau del Sol, representant l'astre solar amb l'emblema de Nicolas Fouquet, l'esquirol. Però no es va dur a terme.
La cúpula està sostinguda per 16 cariàtides esculpides per François Girardon. Dotze d'elles porten els signes del zodíac i les altres quatre, els símbols de les quatre estacions. El sol és fet amb pedra blanca i pissarra al centre del quadrant solar.
La peça està decorada amb quatre bustos de personatges de l'antiga Roma: Octàvia, germana d'August, Britànic, fill de Claudi, Octàvia, esposa de Neró, i Hadrià. Dotze busts romans més, esculpits a Florència al segle xvii, decoren les altres estances.

## L'avinguda dels Plàtans
L'arribada al palau es fa per una avinguda amb 257 plàtans a costat i costat. Les dues fileres d'arbres estan molt pròximes, només les separen 6 metres; per això, a l'ajuntar-se les branques de les dues línies es provoca un efecte de túnel impressionant. L'avinguda té una longitud de 1.400 metres i està classificada com a monument històric.

## El palau al cinema
El palau ha servit com a decorat per a moltes pel·lícules, com ara Moonraker (1979), de la sèrie de James Bond, Valmont (1989), Ridicule (1997), L'home de la màscara de ferro (1998), Le roi danse (2000), Vatel (2000), Napoleó (2001), i Maria Antonieta (2006), entre d'altres.

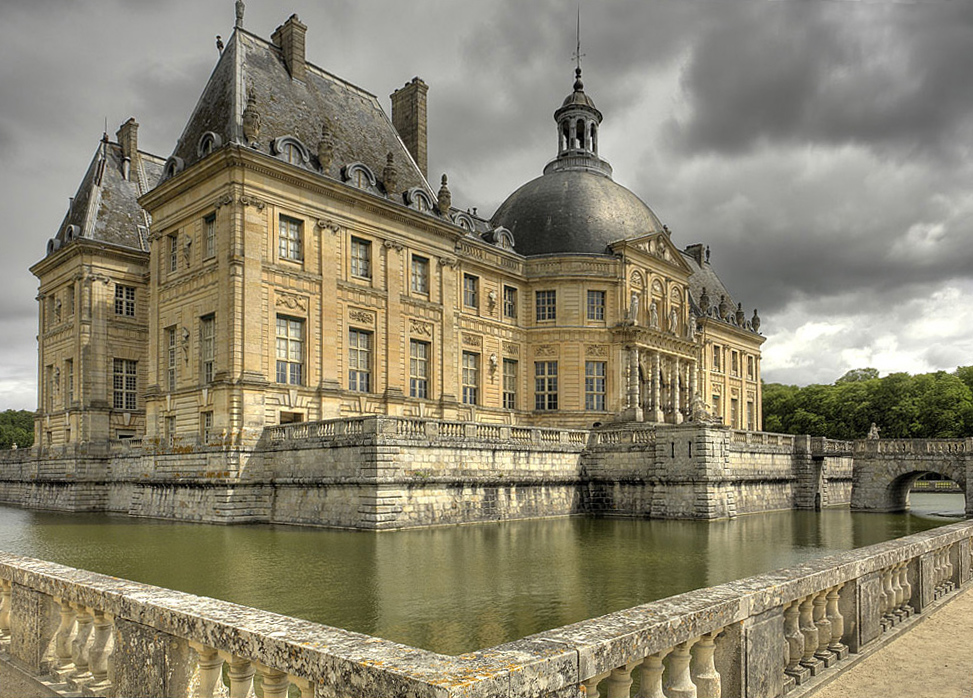
Palau de Vaux-le-Vicomte
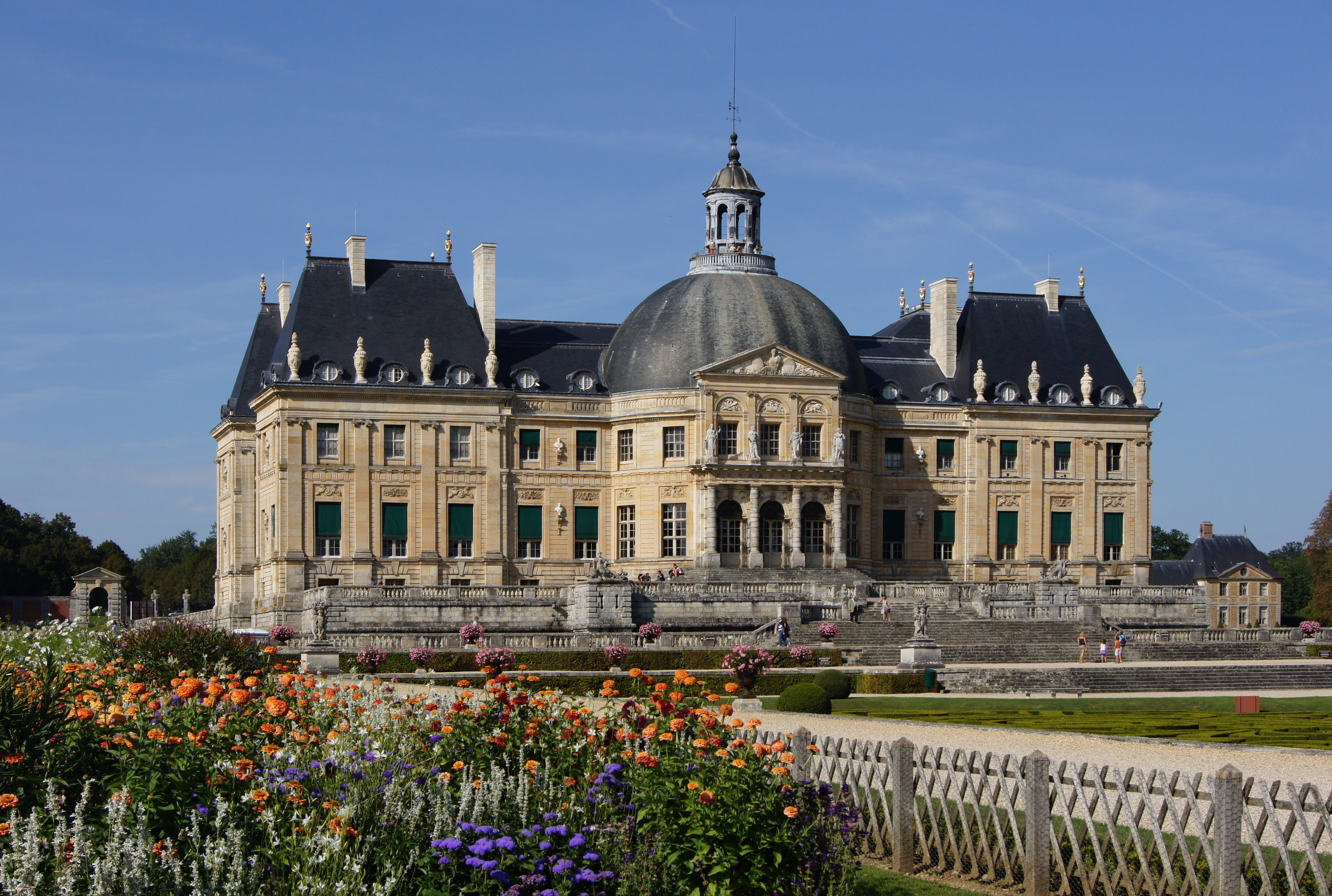
Palau de Vaux-le-Vicomte
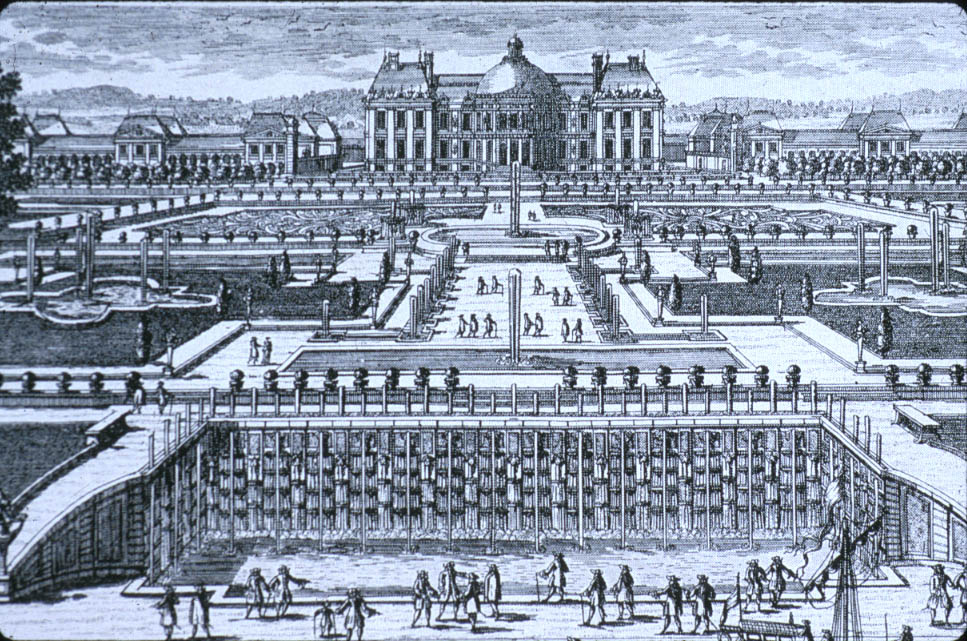
Gravat antic del palau de Vaux-le-Vicomte i els seus jardins